# Gyponana penna
Gyponana penna är en insektsart som beskrevs av Delong och Freytag 1964. Gyponana penna ingår i släktet Gyponana och familjen dvärgstritar. Inga underarter finns listade i Catalogue of Life.